# Santo Aleixo
Santo Aleixo is een plaats (freguesia) in de Portugese gemeente Monforte en telt 787 inwoners (2001).